# Newnham (Gloucestershire)
Newnham on Severn ou simplesmente Newnham, é uma paróquia e aldeia de Forest of Dean, no condado de Gloucestershire, na Inglaterra. De acordo com o Censo de 2011, tinha 1296 habitantes. Tem uma área de 8,21 km².